# Jüdischer Friedhof (Wallensen)
Der jüdische Friedhof in Wallensen, einem Ortsteil der Gemeinde Salzhemmendorf im Landkreis Hameln-Pyrmont in Niedersachsen, ist ein Baudenkmal. Auf dem Friedhof hoch über dem Dorf in den Feldern nahe einem Wasserbehälter ist ein Grabstein von 1917 erhalten.

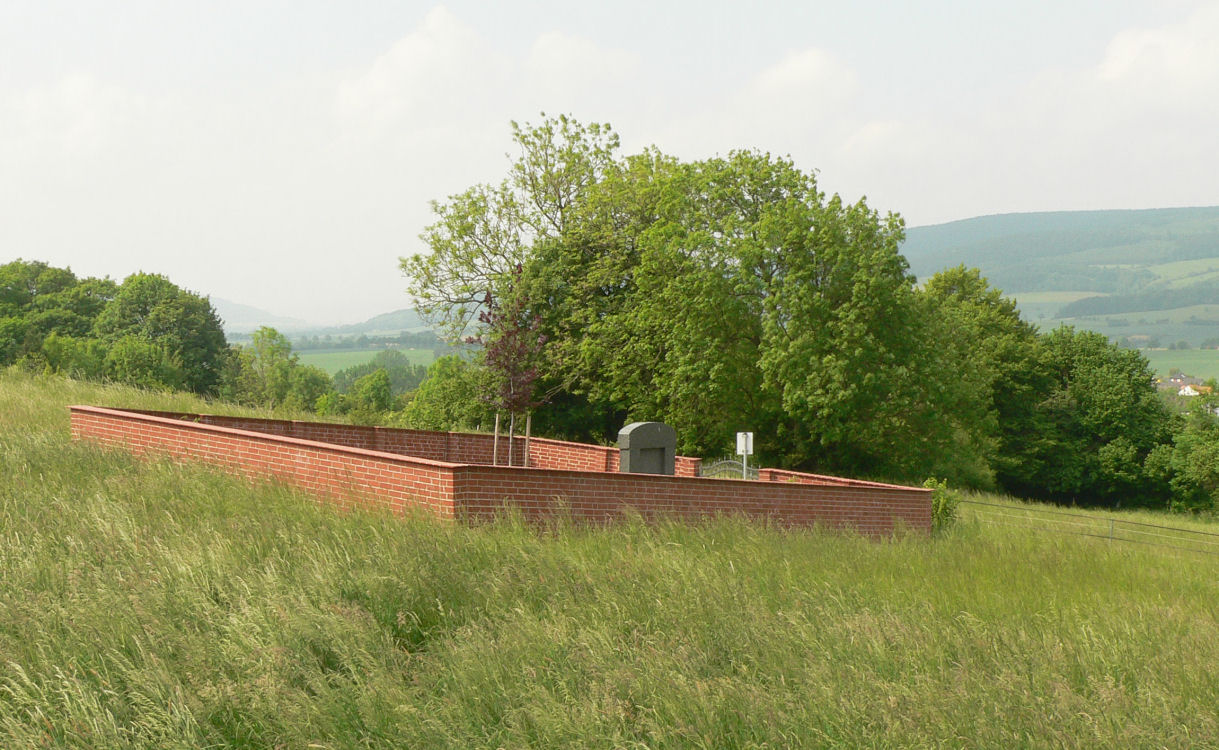
Gesamtansicht
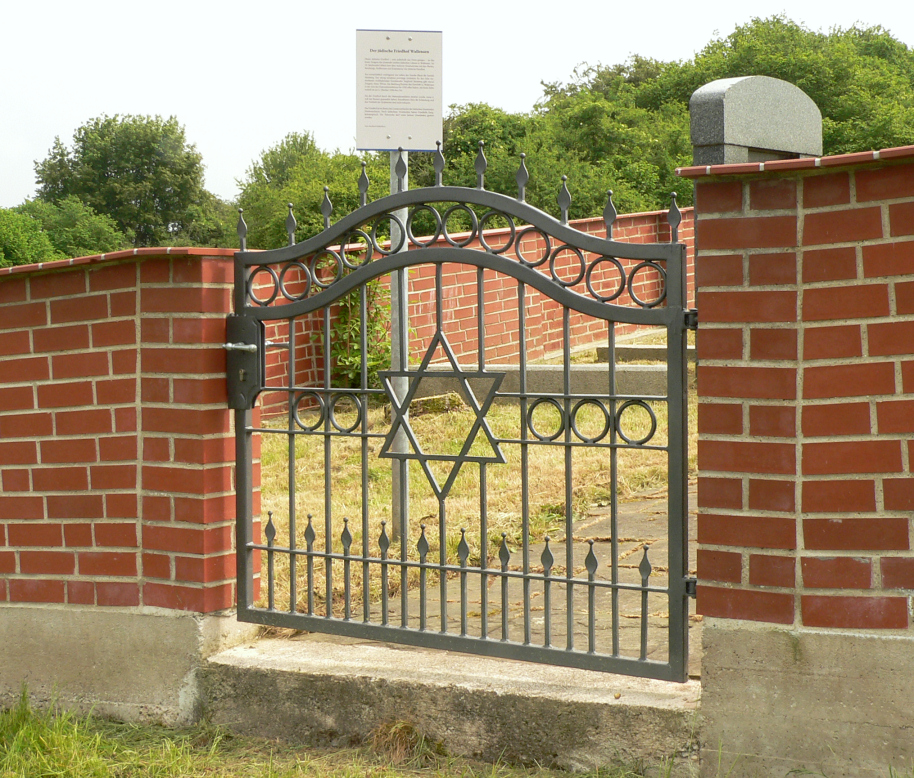
Eingangstor
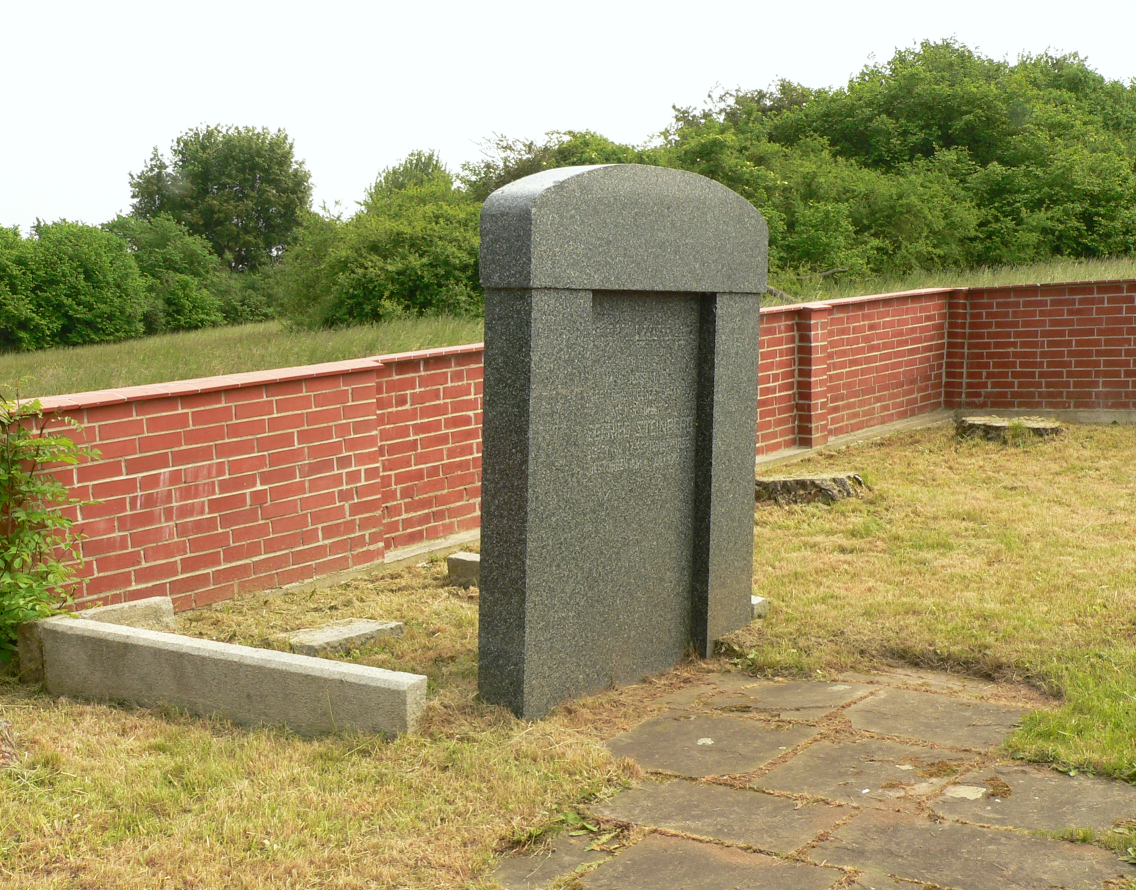
Der Grabstein von Siegfried Steinberg als der einzige erhaltene gebliebene